# Kościół ormiański w Kiszyniowie
Kościół ormiański pw. Matki Bożej – świątynia Apostolskiego Kościoła Ormiańskiego w Kiszyniowie, przy Starym Placu (Piața Veche), wzniesiona w 1804 r. Wpisana do rejestru zabytków Mołdawii o znaczeniu narodowym.

## Historia
Kościół ormiański został zbudowany w latach 1803–1804, o dacie ukończenia prac przypomina usytuowana nad wejściem tablica z inskrypcją. Wzniesiono go na miejscu starszej cerkwi prawosławnej św. Mikołaja z XVII w., która przed 1741 r., z powodu licznych zniszczeń wojennych, popadła w ruinę. Fundator budynku, Oganes syn Akop-giana z synami, poprzez budowę kościoła zamierzał upamiętnić swoich rodziców. W 1817 r. budynek powiększono o wejście z portykiem od strony południowej.
W 1862 r. miejscowa parafia liczyła 495 wiernych. W 1885 r. kościół został odnowiony i rozbudowany z funduszy Oganesa, syna Manuk-beja, tureckiego dyplomaty pochodzenia ormiańskiego, następnie właściciela ziemskiego w guberni besarabskiej. W ramach rozbudowy od strony południowej do świątyni dobudowano otwarty przedsionek, w którym znalazły się nagrobki Manuk-beja i jego córek Mariam i Gajane.
W 1925 r. budynek ponownie był remontowany z funduszy prywatnego darczyńcy – Harutiuna Frenkiana, który przekazał na ten cel 25 tys. lejów rumuńskich.
Po przyłączeniu Besarabii do ZSRR w 1940 r. kościół został odebrany parafii ormiańskiej i zaadaptowany na magazyn. W 1971 r. obiekt wpisano do rejestru zabytków i zdecydowano o jego przekształceniu w muzeum. Wtedy też kościół przeszedł renowację pod kierunkiem Agasiego Ambarțumiana. Ministerstwo Kultury Mołdawskiej SRR planowało zaadaptować świątynię na muzeum religii i ateizmu, jednak w 1973 r. zmieniło swoją decyzję i zgodziło się przekazać ją na laboratorium pomiarów elektrostatycznych Instytutu Badań Naukowych Budownictwa i Użytkowania Technicznego, do czasu, gdy ten ukończy prace nad nowym budynkiem. Jako że instytut nie wywiązał się z obietnicy kontynuowania remontu zabytkowego budynku z zachowaniem jego charakteru, Ministerstwo Kultury zerwało z nim umowę i rozpoczęło prace renowacyjne od początku. Remont kościoła ukończono ostatecznie w 1982 r.
Nawet w okresie, gdy kościół pozostawał nieczynny dla kultu, dla kiszyniowskich Ormian był symbolem ich kultury i tradycji. W 1992 r., po uzyskaniu niepodległości przez Mołdawię, wspólnota ormiańska otrzymała budowlę na własność, od 1993 r. zaś w kościele ponownie odbywają się nabożeństwa.

## Architektura
Budynek reprezentuje styl ormiański w architekturze sakralnej. Częściowo powtórzony został w nim układ starszej mołdawskiej cerkwi: wydłużona nawa świątyni, na planie równoległoboku, zakończenie od wschodu rotundą i obszerną absydą, w której mieści się pomieszczenie ołtarzowe. Świątynia jest orientowana. W części zachodniej, nad jednym z przedsionków, wznosi się dzwonnica. W odróżnieniu jednak od starszej cerkwi prawosławnej kościół ormiański ma również boczne kaplice z ołtarzami bocznymi oraz wydzielone baptysterium. Po przebudowie zapoczątkowanej w 1885 r. w architekturze świątyni pojawiły się akcenty orientalne, zwłaszcza w przedsionku-mauzoleum rodziny Manuk-beja, prawdopodobnie zaprojektowanym przez Aleksandra Bernardazziego. Architekturę arabską przypominają również starsze, wzniesione na początku XIX w. kolumny w portyku z trzema ostrymi łukami, wykonane z kamienia ciosanego. Podczas przebudowy wzniesiono również dach wieżowy nad dzwonnicą, dobudowano niskie, dekoracyjne wieżyczki i wzbogacono detal dekoracyjny z motywem krzyży ormiańskich (chaczkarów).